# 曼海姆宮
曼海姆宮（德語：Mannheimer Schloss）是位於德國巴登-符騰堡州城市曼海姆的一座巴洛克式宮殿建築。現在曼海姆宮主要由曼海姆大學使用，該大學的主圖書館和許多教室都位於宮中。曼海姆宮修建於18世紀。二戰期間宮殿嚴重被毀，戰後得到了重建。

## 外部連結
- Mannheim Palace  （德文）

49°28′58.8″N 8°27′43.2″E / 49.483000°N 8.462000°E